# Petro Losa

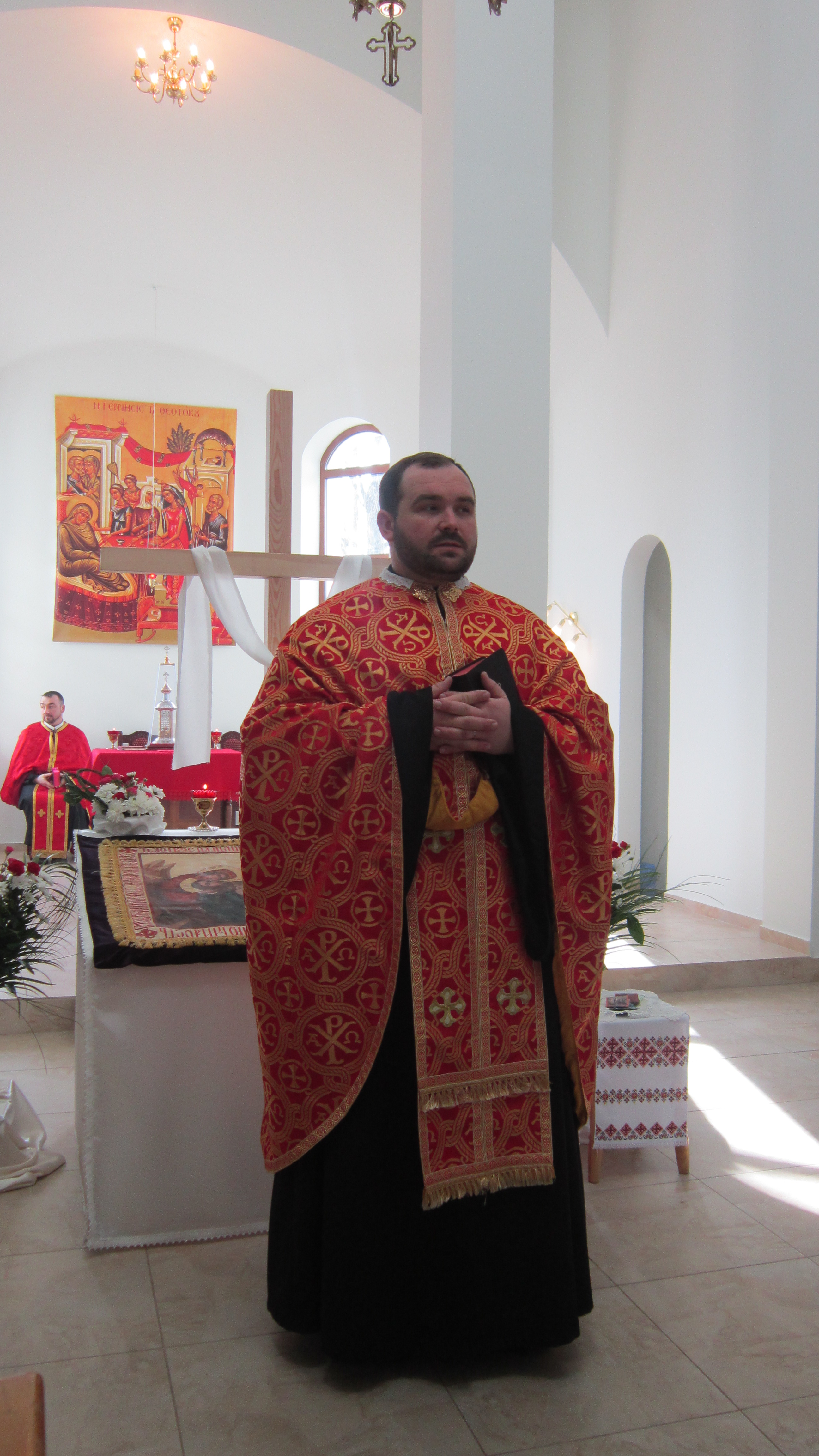
Petro Losa, 2015

Wappen von Petro Loza als Weihbischof

Petro Losa CSsR (ukrainisch Петро Лоза; * 3. Juni 1979 in Kolodenzi, Oblast Lwiw, Ukrainische SSR) ist ein ukrainischer Ordensgeistlicher und ukrainisch griechisch-katholischer Bischof von Sokal-Schowkwa.

## Leben
Petro Losa trat 1997 der Ordensgemeinschaft der Redemptoristen bei und legte 2003 die ewige Profess ab. Er empfing am 26. August 2007 das Sakrament der Priesterweihe.
Am 12. April 2018 ernannte ihn Papst Franziskus zum Titularbischof von Panium und zum Weihbischof in Sokal-Schowkwa. Der Großerzbischof von Kiew-Halytsch, Swjatoslaw Schewtschuk, spendete ihm am 12. Juli desselben Jahres die Bischofsweihe; Mitkonsekratoren waren der ukrainisch griechisch-katholische Erzbischof von Lemberg, Ihor Wosnjak CSsR, und der Bischof von Sokal-Schowkwa, Mychajlo Koltun CSsR.
Am 17. Oktober 2024 wählte ihn die Synode der ukrainisch-griechisch-katholischen Kirche zum Bischof von Sokal-Schowkwa. Die Amtseinführung fand am 1. Dezember desselben Jahres statt.